# 占士·達華尼亞
占士·達華尼亞（英語：James Henry Tavernier，1991年10月31日—）是英格蘭的職業足球運動員，司職中場，現效力於蘇超俱乐部格拉斯哥流浪。

## 外部連結
- 足球数据库：占士·達華尼亞的球员统计数据